# Gastó Pujol-Hermann
Isaac Gastó Pujol-Hermann (París, c. 1868 - actiu el 1930) fou un il·lustrador, pintor, dibuixant i escultor.
Gastó Pujol-Hermann era fill del pianista Joan Baptista Pujol i Riu i d'Elisabet Hermann. Va néixer a París, on el seu pare va residir fins al 1886. Es va casar amb Joana Fontana i Fortuny (Os de Balaguer, 1872 – Barcelona, 1965).
De molt jove es va formar a París en el taller d'Eugène Lami (1800 - 1890) i posteriorment, als 17 anys, al de Fernand Cormon (1845 - 1924). Allà va conèixer Henri de Toulouse-Lautrec (1864 - 1901), i els pintors Paul Tampier (1859 - 1841) i Emile Bernard (1868-1941). En el taller de Cormon també va coincidir amb el pintor barceloní Cristòfor de Antonio, que era amic de Van Gogh.

## Obra pictòrica
Acabat el seu període d'aprenentatge a París es va instal·lar al Passeig de Gràcia de Barcelona. Va participar en l'Exposició de Belles Arts de Barcelona de 1891 amb les obres “Fi de festa”, Lliçó de Crochet” (1889), “Pagès” i “Retrat de D.E.F.”. L'any 1892 va exposar a la sala Parés un conjunt d'obres entre les que es pot incloure “La sega” i “Ventijol” així com un bust. A l'exposició de Belles Arts de 1894 presenta “Retrat d'una nena” i el l'edició de 1896 exposa “Un cartell anunciador” realitzat en la tècnica del pastel. En aquella època resideix al carrer Balmes núm 3. Va participar en l'Exposició de Brussel·les de 1897 amb un quadre titulat “Silí” i en l'Exposició de Belles Arts de Barcelona del 1898 amb dues obres titulades “Un retrat” i “Marión”    

## Il·lustrador
A partir d'aquesta època enfoca la seva carrera cap a la il·lustració. Des de 1898 col·labora com a il·lustrador gràfic per a, Álbum Salón Madrid Cómico, Iris o Pluma y Lápiz. També il·lustra en diverses editorials especialitzades en folletins.
Entre la gran multitud d'il·lustracions es poden citar les següents novel·les o folletins.
Finals del segle XIX: Novel·les d'Antonio Contreras publicades editades per la impremta d'Antonio Virgili Aguilar a Barcelona.
A la dècada de 1910 treballa a l'editorial Toribio Taberner i·llustrant obres com "De la tierra Española" de Blanca Belmonte o "Poesías y cantares" de Narciso Díaz de Escobar.
1913 treballa per a l'editorial Maucci, il·lustrant "La hija de Moctezuma" i "Lo que se ignora de la guerra" (1916) d'Alexandre Sux. En 1926 novel·les de l'editorial Castro como "La golfilla de la calle" (1927) de Fernando Alburquerque. Durant els anys 20 també va treballar en l'editorial Garrofé il·lustrant molts folletins de la col·lecció “La novel·la de bolsillo”